# 第一科梅希夫卡
46°12′53″N 29°51′0″E / 46.21472°N 29.85000°E
第一科梅希夫卡（烏克蘭語：Комишівка Перша）是位於烏克蘭西南部的村莊，由敖德萨州裡比爾霍羅德-德涅斯特羅夫斯基區的烏斯佩尼夫卡市鎮負責管轄。該村始建於1808年，面積0.22平方公里，海拔高度37米，2001年人口89，人口密度每平方公里404.55人。